# محل شوعى علي (قفل شمر)

تعديل مصدري - تعديل

محل شوعى علي هي إحدى قرى عزلة المخلاف بمديرية قفل شمر التابعة لمحافظة حجة، بلغ تعداد سكانها 31 نسمة حسب تعداد اليمن لعام 2004.